# Harmony (Pennsylvanie)
Pour les articles homonymes, voir Harmony.
Harmony est un borough du comté de Butler en Pennsylvanie, sur la baie de Connoquenessing, à 50 kilomètres de Pittsburgh, aux États-Unis.

## Histoire
Georg Rapp s'y établit en 1803 avec des prosélytes qu'il avait amenés du Wurtemberg, et qui sont connus sous le nom d’Harmonistes.